# シャンジー (装甲巡洋艦)
シャンジー（Chanzy）はフランス海軍の装甲巡洋艦。アミラル・シャルネ級。艦名となっているシャンジーは普仏戦争に参加したフランスの将軍で、アルジェリア総督なども務めている。

## 艦歴
ジロンド社（Société de la Gironde）で建造。1890年1月起工。1894年1月24日進水。1895年7月20日就役。 8月16日に地中海艦隊に編入された。
Cretan Revoltの際、「シャンジー」は1897年2月に現地へ派遣されて国際部隊に加わった。
1900年2月20日、主蒸気管が破損して3名が負傷する事故が起きた。
1901年には2度レバント配備となった。
1906年、「シャンジー」は極東配備となる。11月15日にトゥーロンを出発し、1907年1月10日にサイゴンに到着した。
1907年5月20日、濃霧で時化ている中、上海から出航した直後に「シャンジー」は舟山群島のBallard島沖で座礁した。「ダントルカストー」、「ブリュイ」、「Alger」が救援に駆け付けたが、離礁作業を行うには海の状況が悪く、5月30日には艦後部が沈み始めたため、6月1日に乗員は退避した。「シャンジー」は6月12日に他の巡洋艦によって破壊された。

## 要目
- 排水量：4,756トン[8]
- 長さ：全長110.00 m、垂線間長106.00 m[8]
- 幅：水線幅13.98 m[8]
- 吃水：6.06 m（艦尾）[8]
- 機関：ベルヴィール式水管缶16基、水平3気筒3段膨張機関2基、2軸[9]
- 速力：19ノット（設計）[8]
- 装甲：装甲帯92 mm、甲板40/50 mm、司令塔92 mm、19 cmおよび14 cm砲の砲塔92 mm[9]
- 兵装：M1887 45口径19cm砲2門（単装）[11]、M1887 45口径14cm砲6門（単装）[12][14]、M1891 50口径65mm砲4門（単装）、M1885 40口径47mm砲8門（単装）、37mm回転砲6門、450mm水上魚雷発射管4門、魚雷8本[15]